# ナショナル・バスケットボール・デベロップメント・リーグ
ナショナル・バスケットボール・デベロップメント・リーグ（英: National Basketball Development League）は、日本バスケットボール協会が中心となって2013年から2015年まで開催されていた男子バスケットボールリーグである。略称はNBDL。ナショナル・バスケットボール・リーグの2部リーグであった。2016年に「B.LEAGUE」及びその下部組織「B3リーグ」の発足した事に伴い廃止された。

## 概要
リーグ名は「NBLの下部リーグとして、所属する選手の成長、チームの進化、そしてリーグ自身の発展」を願い、「Development」を用いた。
初年度参加チームは東京エクセレンスを除き前シーズンまで日本バスケットボールリーグ2部機構（JBL2）所属であった。東京エクセレンスを含む3チームはNBL昇格の権利が得られる「NBL準会員」として参入していた。

## 大会方式

### レギュラーシーズン
初年度は2013年10月19日開幕、翌年3月16日閉幕。
ホーム&アウェー方式で4回戦総当り。1チームに付き32試合（合計144試合）。

### プレーオフ
リーグ主催中立地開催により上位4チームが進出。
セミファイナル（SF）
1位と4位、2位と3位による1先勝方式
ファイナル
SF勝者同士による1先勝方式

### オールスターゲーム
NBLオールスターとの併催で、チームを東西に分けて行っていた。

## 参入チーム
- JBL2その他各公式資料に基づく。
- 枠内が■色はNBL準会員。

### 2015-16シーズン
| チーム名                                  | フランチャイズ | 創設年度 | 備考                                                                                             |
| ----------------------------------------- | -------------- | -------- | ------------------------------------------------------------------------------------------------ |
| パスラボ山形ワイヴァンズ                  | 山形県         | 2014年   | TGI D-RISEから会員権譲渡                                                                         |
| 大塚商会アルファーズ                      | 東京都         | 1997年   | 2017年から埼玉県越谷市にホームタウンを移転し、2018年にプロクラブとなった。現：越谷アルファーズ。 |
| アースフレンズ東京Z                       | 東京都         | 2014年   | 黒田電気から会員権譲渡                                                                           |
| 東京海上日動ビッグブルー                  | 東京都         | 1932年   | 現在は地域リーグ所属。                                                                           |
| 東京エクセレンス                          | 東京都         | 2013年   | 2021年7月1日から神奈川県横浜市にホームタウンを移転した。現：横浜エクセレンス。                   |
| 東京八王子トレインズ                      | 東京都         | 2013年   | 2015-16参入。現：東京八王子ビートレインズ。                                                      |
| アイシン・エィ・ダブリュ アレイオンズ安城 | 愛知県         | 1978年   | 現：アイシン アレイオンズ。2022年をもって活動終了。                                              |
| 豊田合成スコーピオンズ                    | 愛知県         | 1980年   |                                                                                                  |
| 豊田通商ファイティングイーグルス名古屋    | 愛知県         | 1957年   | 現：ファイティングイーグルス名古屋。                                                             |
| レノヴァ鹿児島                            | 鹿児島県       | 2008年   | 現：鹿児島レブナイズ。                                                                           |

### 過去の参加チーム
| チーム名                     | フランチャイズ | 創設年度 | 最終シーズン | 備考                                              |
| ---------------------------- | -------------- | -------- | ------------ | ------------------------------------------------- |
| TGI D-RISE                   | 栃木県         | 2009年   | 2013-14      | パスラボ山形ワイヴァンズへ会員権譲渡              |
| 黒田電気ブリット・スピリッツ | 東京都         | 1956年   | 2013-14      | アースフレンズ東京Zへ会員権譲渡後、関東実業団所属 |

## 参入を断念したチーム
NBDL参入の意思を表明しながら、辞退したチーム。
| チーム名                       | フランチャイズ | 参入予定年度 | 備考                                                                           |
| ------------------------------ | -------------- | ------------ | ------------------------------------------------------------------------------ |
| 石川ブルースパークス           | 石川県         | 2013年       | 別法人に移管して新規参入扱いで加わる予定だった。現在は県リーグ所属。           |
| （みやざきエナジークリエイト） | 宮崎県         | 2014年       | 宮崎シャイニングサンズとして2012-13までbjリーグ参戦。2013年11月1日に参入辞退。 |

## 歴代優勝チーム
| シーズン | 優勝             | 準優勝                                    |
| -------- | ---------------- | ----------------------------------------- |
| 2013-14  | 東京エクセレンス | 豊田通商ファイティングイーグルス名古屋    |
| 2014-15  | 東京エクセレンス | アイシン・エィ・ダブリュ アレイオンズ安城 |
| 2015-16  | 東京エクセレンス | 豊田通商ファイティングイーグルス名古屋    |